# Шастанэ, Шанталь
Шанталь Шастанэ (фр. Chantal Chastenay) — канадская женщина-дипломат. Действующий посол Канады в Ливанской Республике с 17 августа 2020 года.
Назначена послом 17 августа 2020 года после взрывов в порту Бейрута 4 августа для координации постоянной поддержки Канады. Сменила Эммануэль Ламурё (Emmanuelle Lamoureux), которая была послом в Ливане в течение трёх лет.

## Биография
Получила степень бакалавра искусств (Bachelor of Arts, BA) в области политологии и истории в Университете Макгилла в 1991 году. Получила степень магистра международных отношений (MA in International Relations) в Университете Лаваля в 1993 году.
С 1993 года работала в Министерстве иностранных дел и международной торговли. Занимала различные должности, в том числе заместителя руководителя протокола и директора управления по обслуживанию дипломатического корпуса. Также работала в отделе кадров в отделе франкофонии и в секторе Ближнего Востока. Занимала ряд должностей за рубежом, в 1995—1998 гг. в Иордании (отвечала за политические отношения с Ираком), в 2000—2001 гг. — в Марокко. Она также была политическим советником посольства в Париже в 2008—2013 гг. В 2016 году она стала заместителем главы миссии и советником-посланником посольства в Мексике.